# Falling (filme de 2017)
Falling é um filme de drama psicológico ucraniano de 2017 dirigido por Marina Stepanskaya. O filme participou no principal programa de competição do 52.º Festival Internacional de Cinema de Karlovy Vary e no Programa de Competição Nacional do 8.º Festival Internacional de Cinema de Odessa.
Em Agosto de 2017 o filme participou na selecção para a indicação do filme da Ucrânia para o 90.º aniversário do Óscar da Academia Americana de Artes e Ciências Cinematográficas na categoria "Melhor Longa-Metragem Internacional".